# دان ميلر
دان ميلر (بالإنجليزية: Dan John Miller)‏ (و. القرن 20  م) هو ممثل، ومغن مؤلف، وموسيقي، وملحن، وممثل أفلام، ومغني، وعازف قيثارة، من الولايات المتحدة الأمريكية.

## وصلات خارجية
- دان ميلر على موقع IMDb (الإنجليزية)
- دان ميلر على موقع ميوزك برينز (الإنجليزية)
- دان ميلر على موقع أول ميوزيك (الإنجليزية)
- دان ميلر على موقع ديسكوغز (الإنجليزية)
- دان ميلر على موقع قاعدة بيانات الفيلم (الإنجليزية)